# 昭文社クリエイティブ
株式会社昭文社クリエイティブ（しょうぶんしゃクリエイティブ、英称：Shobunsha Creative Co.,Ltd.）は、千葉県市原市に本社を置くデジタル地図・GISの製作販売中堅会社。

## 沿革
- 1983年 - 日本コンピュータグラフィック株式会社として設立。
- 2000年 - 東京証券取引所マザーズ市場に上場。
- 2008年3月26日 - 昭文社の完全子会社化に伴い上場廃止。
- 2008年4月1日 - 昭文社の完全子会社となる。
- 2008年10月1日 - 株式会社昭文社デジタルソリューションに社名変更。
- 2017年4月1日 - 株式会社昭文社クリエイティブへ改称
- 2022年4月1日 - 本社移転

## サービス
- ちず丸（2012年4月サービス終了）

## 製品
- NIGMASシリーズ
- GEOSISシリーズ 紹介サイト フリーライセンスビュア登場
- GEOSIS Rx Server 紹介サイト